# 榆树沟街道
榆树沟街道，是中华人民共和国新疆维吾尔自治区乌鲁木齐市水磨沟区下辖的一个街道办事处。
2013年，乌鲁木齐市人民政府批复同意设立榆树沟街道办事处。

## 行政区划
榆树沟街道下辖以下地区：
温泉东路社区、温泉南社区、水磨园社区、学府社区、观园路社区、安平社区、和奕社区、观园路北社区、榆树沟社区、温康社区、雪莲山社区、安东社区、瑞景社区、宜丰社区和水磨沟村。